# 宇田川町

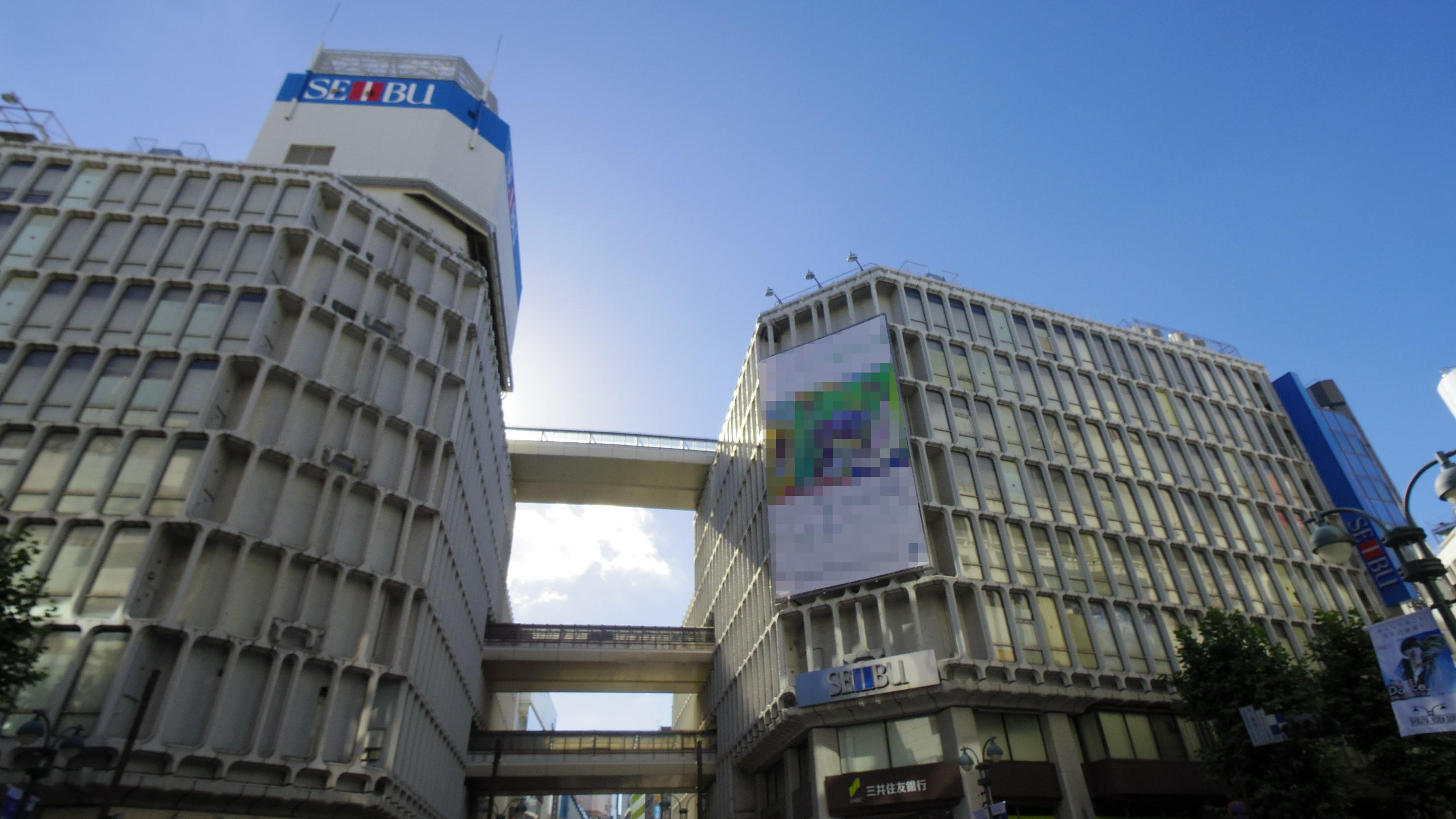
西武涩谷店（2016年8月拍攝）

宇田川町（日语：／ Udagawachō */?），位于日本东京都涩谷区的町名。2013年（平成25年）9月30日居住人口为738人。邮政编码150-0042。

## 地理
位於澀谷區中央附近，是繁華街「澀谷」的一部分。北部至東部鄰接區內神南，南接道玄坂，西接松濤及神山町。
井之頭通通過町內，周邊有西班牙坂與企鵝通（ペンギン通り）等獨特地名。
南部澀谷站前的步行街「澀谷中心街」（渋谷センター街）是以年輕人為客群的商店街。此外，町內還有巴而可（パルコ）、西武百貨店、Loft（ロフト）等西武系大型零售店，與雜貨店、服裝店、餐飲店、各種娛樂設施、辦公大樓等商業設施。
町域北部則有澀谷區役所、澀谷公會堂、澀谷區立神南小學校等設施。

## 历史
過去大部分為平民住宅区，到了20世纪70年代以来发生了变化，逐渐转变成为办公大楼、商住两用公寓及高级公寓等。

### 地名由來
地名來自已暗渠化的宇田川。

## 注解
1. ↑  .   [2013-10-10]. （原始内容存档于2013-10-13）.

## 关联项目
- 涩谷
- 安藤组
- ガーディアンエンジェルス
- 涩谷系
- WOWOW - 位于当地的wowow涩谷站。